# Théophile Denis
Théophile Augustin Denis (né à Douai le 17 avril 1829 et mort le 24 novembre 1908 à Cayeux-sur-Mer) est le fondateur entendant du Musée universel des sourds-muets[réf. nécessaire]. Il est également l'auteur d'un recueil de poèmes en picard.

## Biographie
Ses parents Augustin, Guislain Joseph Denis et Adélaide Josephe Marquette sont  épiciers à Douai. Ceux-ci meurent subitement en octobre 1840 (probablement d'une épidémie de typhoïde, de choléra ou de grippe) en laissant Théophile en orphelin. Son oncle Théophile Marquette, agriculteur à Flers, devient son tuteur.
En 1851, Théophile s'engage comme soldat pour voyager. Il se retrouve dans la Baltique en 1854 avec un corps expéditionnaire français. Il fait récit précis de l'expédition tel un correspondant de guerre avant l'heure. En 1853, il est sous-officier au 3e régiment de ligne.
Il se marie avec Cornélie Lambert (née comme lui aussi un 17 avril) à Douai le 15 octobre 1855
Théophile Denis devient alors rédacteur à l'Indépendant de Douai. En 1860, il fait un des premiers voyages aériens en Montgolfière et en fait un récit  publié dans l'Indépendant. En 1862, il se rend en Suisse et  à Chamonix pour un séjour et raconte ensuite ses impressions montagnardes.
En 1865, il est rédacteur au service de presse du ministère de l'intérieur.
Il devient membre de la  Société des Gens de Lettres en 1866.
En 1871, il est affecté à la "Direction des établissements généraux de bienfaisance"  et va se consacrer avec passion aux sourds-muets. Il va en particulier œuvrer pour le développement de la méthode dite "orale" avec éducation  de la parole par la lecture sur les lèvres. Celle-ci sera introduite en France en 1879. Il prend sa retraite en 1888. Théophile Denis est alors chef de bureau au ministère de l’Intérieur depuis 1880.
Il continue son œuvre pour les sourds-muet avec au début des années 1890, la création du Musée universel des sourds-muets. Ce musée tombera en désuétude en 1910. En 2013, le Musée d'arts et de culture des sourds de Louhans Cuiseaux  sera ouvert et lui rendra un hommage marqué.
Après 1888, Théophile et sa femme Cornélie se retirent à Cayeux  dans la maison dite "Des deux nids" construite entre 1886 et 1889.  C'est dans cette période qu'il écrit 84 poèmes en patois picard.
Il décède le 24 novembre 1908 à Cayeux-sur-Mer à l'âge de 79 ans d'une affection de la prostate. Il y est enterré.

## Livres
- L'Inondation, par Théophile Denis, Éditeur : L. Crépin (Doué), In-8°, 8 pages (1856)[2]
- Notice sur Jean-sans-Peur, duc de Bourgogne et comte de Flandre, contenant les détails sur l'entrée du duc Jean à Douai en 1405 et diverses notes relatives à Douai, Madoux-Lucas, 28 pages (1861)
- Qu'est-ce que Gayant ? Toutes les réponses, plus une notice sur les mannequins de la fête communale de Douai, les principaux libraires, 57 pages (1862)
- Le Corps de musique de la ville de Douai (musique de la garde nationale), notice historique, impr. de V. Wartelle, 136 pages (1862)

Poésie
- Poésies, par Théophile Denis, impr. de A. d'Aubers, 27 pages (1853) lire en ligne sur Gallica.
- Petits tableaux rustiques en patois d'un coin de Flandre française, 6 fascicules, impr. de P. Ollivier, Cayeux-sur-Mer, 1904 -1907, ASIN B0018577AC, 3e fascicule, 32 pages, Cayeux-sur-Mer, 1905.

## Livres sur les sourds-muets
- Les artistes sourds-muets au salon de 1886, P. Ritti, Paris, 24 pages (1886)
- Les conseils généraux et les institutions de sourds-muets, Imprimerie Berger-Levrault, Nancy, 24 pages (1887)
- L'enseignement de la parole aux sourds-muets : notes sur la réforme introduite, depuis 1879, par le ministre de l'intérieur dans les établissements de bienfaisance consacrés à l'éducation et à l'instruction des sourds-muets, Nancy : Imprimerie Berger-Levrault , 37 pages (1886)
- Étienne de Fay dit "le vieux sourd-muet" d'Amiens : notice biographique, Imprimerie Typographique Ricard-Leclercq, Saint-Valéry, 12 pages (1905)
- Les institutions nationales et le ministère de l'intérieur, Imprimerie Berger-Levrault, Nancy, 24 pages (1882)
- Léopold Lousteau, peintre sourd-muet : notice nécrologique, dessin d'Auguste Colas, 15 pages (1894)
- Le musée des sourds-muets : Galerie historique & artistique de l'Institution nationale des sourds-muets de Paris, article publié le 10 octobre 1891 dans le journal : L'intermédiaire des chercheurs et curieux; et puis après dans la Revue internationale des sourds-muets, n° de novembre 1891 – 8 pages.
- Musée universel des sourds-muets : catalogue sommaire, Atelier de typographie de l'Institution nationale des Sourds-Muets  éd., Paris, 152 pages, (1896).
- Notice sur l'institution nationale des sourds-muets de Paris depuis son origine jusqu'à nos jours (1760-1896) : accompagnée de documents concernant l'enseignement scolaire, l'enseignement professionnel. Conditions d'admission des élèves, etc. et suivie du catalogue du musée universel des sourds-muets, avec Gervais Debax (1838-1903), Atelier de typographie de l'Institution nationale des Sourds-Muets éd., Paris, 152 pages (1896)

## Pour approfondir

#### Plaquette
- Christian Edziré Déquesnes , Poète douaisien oublié de langue picarde, Théophile Denis - 1829-1908, coll. « Ré-apparitions », supplément revue Passages no 3, Saint-Amand-les-Eaux, printemps 2007.

#### Article
- Ivar Ch'Vavar, « Théophile Denis (1829-1908) », Nord’, revue de critique et de création littéraires du nord / pas-de-calais, no 16, p. 125, décembre 1990.